# Sweet Kissin' in the Moonlight: Den första kyssen
Sweet Kissin' in the Moonlight: Den första kyssen är ett studioalbum av det svenska dansbandet Thorleifs, släppt 29 april 2009. Även en danskspråkig version av albumet, Sweet Kissin' in the Moonlight: Det første kys, spelades in.

## Låtlista
1. "Ett litet ristat hjärta"
2. "Upp till dans"
3. "Där du är"
4. "Glöm ej bort att älska varann"
5. "Sweet Kissin' in the Moonlight"
6. "Orden hon sa" ("Open Your Heart")
7. "Kan du pröva att förstå"
8. "Kom stanna hos mig"
9. "Rör vid min själ" ("You Raise Me Up")
10. "Party Town" ("Party Time")
11. "En ängel längs min väg"
12. "Tusen vita syrener"
13. "Varm korv boogie"

## Medverkande
- Thorleifs - musiker

## Listplaceringar
| Lista (2009) | Topplacering |
| ------------ | ------------ |
| Danmark      | 25           |
| Norge        | 26           |
| Sverige      | 2            |